# Goodness Gracious (film 1914)
Goodness Gracious (o Goodness Gracious; or, Movies as They Shouldn't Be) è un cortometraggio muto del 1914 scritto e diretto da James Young.

## Produzione
Il film fu prodotto dalla Vitagraph Company of America. Venne girato alla Sheepshead Bay, a Brooklyn.

## Distribuzione
Distribuito dalla General Film Company, il film - un cortometraggio in tre bobine - uscì nelle sale cinematografiche statunitensi il 7 febbraio 1914.
Copie della pellicola sono conservate negli archivi del Ceskoslovensky Filmovy Ustav di Praga e al Museum of Modern Art di New York.